# VICNIC-1313
VICNIC-1313 é o nome de uma espécie de pimenta brasileira que foi produzida através do hibrido de duas outras especies, a Carolina Reaper e a Trindad Scorpion Moruga, por um brasileiro chamado Fabio Tuma, um empresário do ramo de pimentas com a maior fazenda de pimentas da america latina.

## Desenvolvimento
Fabio Tuma trabalhou durante um ano no desenvolvimento da VICNIC-1313 , onde o seu objetivo era que o hibrido das duas pimentas importadas conseguisse superar o SHU (Escala de Scoville) da pimenta Carolina Reaper.
Após seu desenvolvimento através de um trabalho cuidadoso de Meiose, retirando o pólen de uma flor e induzindo a fertilização do estigma com outra flor de outra espécie, o trabalho de Fabio ficou concluído.
Em testes no laboratório de química da UNICAMP (Universidade Estadual de Campinas) foi reconhecido que a pimenta chegou a 1.820.000 SHU, ficando assim com 250.700 SHU a mais que a Carolina Reaper convencional. Sendo assim a espécie de pimenta hibrida mais forte criada no Brasil.

## Nome da Pimenta
Segundo Fábio em seu site pessoal o nome da pimenta vem da junção da primeira sílaba do nome das suas duas filhas a Victoria e a Nicole, que são gêmeas de uma fertilização In Vitro, parecido com o processo aplicado pelo pai nas suas pimentas.
E os números 1313, representam 2013, o ano do nascimento das gêmeas e dia 13, o dia do nascimento das gêmeas.

## Referencias
1. ↑  Isola, Leandro (2020). «As 10 Pimentas mais Fortes do Mundo». Consultado em 27 de março de 2021
2. ↑  Tuma, Fabio. «VicNic 1313». "Viciado em Pimentas". Consultado em 27 de março de 2021
3. ↑  Rodrigues, Caroline (março de 2019). «"Lugar Garantido a Mesa"» (PDF). "Jornal do Engenheiro Agrônomo - AESP". Consultado em 27 de março de 2021